# 敦布勒韋尼
敦布勒韋尼是羅馬尼亞的城鎮，位於該國中部，距離首府錫比烏59公里，由錫比烏縣負責管轄，海拔高度317米，2009年人口8,377，大多數居民信奉東正教。